# Life (Yui)
Life è un brano musicale della cantante giapponese Yui, pubblicato come suo quarto singolo il 9 novembre 2005. Il brano è incluso nell'album From Me to You, primo lavoro della cantante. Il singolo ha raggiunto la nona posizione della classifica Oricon dei singoli più venduti in Giappone, vendendo 44 708 copie. Il brano è stato utilizzato come quinta sigla di chiusura dell'anime Bleach.

## Tracce
CD Singolo SRCL-6067
1. LIFE
2. crossroad
3. Tomorrow's way ~YUI Acoustic Version~
4. LIFE ~Instrumental~

## Classifiche
| Classifica (2005) | Posizione più alta |
| ----------------- | ------------------ |
| Giappone (Oricon) | 9                  |